# Leopoldo García Ramón
Leopoldo García Ramón – hiszpański malarz pochodzący z Walencji, uczeń Joaquina Sorolli.
Był synem malarza pokojowego. Studiował na Królewskiej Akademii Sztuk Pięknych San Carlos w Walencji. W 1900 r. wyjechał do Paryża, gdzie przebywał przez wiele lat, mimo to często odwiedzał Walencję i spędzał letnie wakacje w Jávea. We Francji zetknął się z impresjonizmem, który łączył z luminizmem Sorolli.
Po powrocie do kraju otrzymał przydomek francesito (Francuzik). Współpracował z różnymi czasopismami z epoki do których dostarczał rysunki. Malował również scenki rodzajowe oraz portrety. Pod koniec życia stracił zainteresowanie malarstwem, poprawiał jedynie namalowane dawniej obrazy.
Jego dzieła można oglądać w Muzeum Sztuk Pięknych w Walencji.

## Wybrane dzieła
- El baño, 1902.
- Bodegón de cocina
- Un niño
- Valenciana
- Autorretrato
- Retrato masculino